# Taylon Bieldt
Taylon Bieldt (née le 4 novembre 1998) est une athlète sud-Africaine, spécialiste des courses de haies.

## Biographie
En 2019, Taylon Bieldt décroche le bronze sur 100 mètres haies lors des Jeux africains de Rabat.
En juin 2023, elle bat le record d'Afrique du Sud que détenait Rikenette Steenkamp depuis 2018, en réalisant 12 s 76 au meeting de Lucques.
Elle est également performante sur 400 mètres haies où elle possède un record personnel de 54 s 91 et est vice-championne d'Afrique de la spécialité en 2022.

## Palmarès
| Date | Compétition            | Lieu         | Résultat | Épreuve     | Temps         |
| ---- | ---------------------- | ------------ | -------- | ----------- | ------------- |
| 2019 | Jeux africains         | Rabat        | 2e       | 100 m haies | 13 s 40       |
| 2019 | Jeux africains         | Rabat        | 3e       | 4 x 100 m   | 44 s 61       |
| 2022 | Championnats d'Afrique | Saint-Pierre | 2e       | 400 m haies | 56 s 67       |
| 2022 | Championnats d'Afrique | Saint-Pierre | 1re      | 4 x 400 m   | 3 min 29 s 34 |

## Records
| Épreuve     | Temps   | Lieu    | Date         |
| ----------- | ------- | ------- | ------------ |
| 100 m haies | 12 s 76 | Lucques | 4 juin 2023  |
| 400 m haies | 54 s 91 | Turku   | 13 juin 2023 |